# Stiven Barreiro
Stiven Barreiro Solís (Cali, Valle del Cauca, Colombia, 19 de junio de 1994) es un futbolista colombiano, juega como defensa central y su equipo actual es el Club León de la Liga MX.

## Selección nacional
| Campeonato                       | Sede      | Resultado        | Partidos | Goles |
| -------------------------------- | --------- | ---------------- | -------- | ----- |
| Sudamericano Sub-17 de 2011      | Ecuador   | Fase final       | 6        | 0     |
| Sudamericano Sub-20 de 2013      | Argentina | Campeón          | 0        | 0     |
| Torneo Esperanzas de Toulon 2013 | Francia   | Subcampeón       | 0        | 0     |
| Copa Mundial Sub-20 de 2013      | Turquía   | Octavos de final | 0        | 0     |

## Estadísticas

### Clubes
Actualizado al último partido disputado el 24 de febrero de 2024.
| Club                        | Div.          | Temporada     | Liga  | Liga  | Copas nacionales | Copas nacionales | Copas internacionales | Copas internacionales | Total | Total |
| Club                        | Div.          | Temporada     | Part. | Goles | Part.            | Goles            | Part.                 | Goles                 | Part. | Goles |
| --------------------------- | ------------- | ------------- | ----- | ----- | ---------------- | ---------------- | --------------------- | --------------------- | ----- | ----- |
| Deportes Quindío · Colombia | 1.ª           | 2010-11       | 1     | 0     | 1                | 0                | ―                     | ―                     | 2     | 0     |
| Deportes Quindío · Colombia | 1.ª           | 2011-12       | 13    | 1     | 3                | 1                | ―                     | ―                     | 16    | 2     |
| Deportes Quindío · Colombia | 1.ª           | 2012-13       | 30    | 1     | 12               | 0                | ―                     | ―                     | 42    | 1     |
| Deportes Quindío · Colombia | 2.ª           | 2013-14       | 29    | 0     | 9                | 0                | ―                     | ―                     | 38    | 0     |
| Deportes Quindío · Colombia | 2.ª           | 2014-15       | 34    | 2     | 2                | 0                | ―                     | ―                     | 36    | 2     |
| Deportes Quindío · Colombia | Total club    | Total club    | 107   | 4     | 27               | 1                | 0                     | 0                     | 134   | 5     |
| Santa Fe · Colombia         | 1.ª           | 2015-16       | 11    | 1     | 0                | 0                | 2                     | 0                     | 13    | 1     |
| Santa Fe · Colombia         | Total club    | Total club    | 11    | 1     | 0                | 0                | 2                     | 0                     | 13    | 1     |
| Atlas F. C. · México        | 1.ª           | 2016-17       | 13    | 2     | 0                | 0                | ―                     | ―                     | 13    | 2     |
| Atlas F. C. · México        | 1.ª           | 2017-18       | 32    | 3     | 2                | 0                | ―                     | ―                     | 34    | 3     |
| Atlas F. C. · México        | Total club    | Total club    | 45    | 5     | 2                | 0                | 0                     | 0                     | 47    | 5     |
| C. F. Pachuca · México      | 1.ª           | 2018-19       | 25    | 2     | 8                | 0                | ―                     | ―                     | 33    | 2     |
| C. F. Pachuca · México      | 1.ª           | 2019-20       | 8     | 0     | 3                | 0                | ―                     | ―                     | 11    | 0     |
| C. F. Pachuca · México      | Total club    | Total club    | 33    | 2     | 11               | 0                | 0                     | 0                     | 44    | 2     |
| Club León · México          | 1.ª           | 2019-20       | 8     | 0     | —                | —                | 2                     | 0                     | 10    | 0     |
| Club León · México          | 1.ª           | 2020-21       | 39    | 1     | 1                | 0                | 4                     | 0                     | 44    | 1     |
| Club León · México          | 1.ª           | 2021-22       | 37    | 2     | —                | —                | 2                     | 0                     | 39    | 2     |
| Club León · México          | 1.ª           | 2022-23       | 32    | 0     | —                | —                | 6                     | 0                     | 38    | 0     |
| Club León · México          | 1.ª           | 2023-24       | 16    | 2     | ―                | ―                | 4                     | 0                     | 20    | 2     |
| Club León · México          | Total club    | Total club    | 132   | 5     | 1                | 0                | 18                    | 0                     | 151   | 5     |
| Total carrera               | Total carrera | Total carrera | 328   | 17    | 41               | 1                | 20                    | 0                     | 389   | 18    |

## Palmarés

### Títulos nacionales
| Título                     | Club      | País   | Año  |
| -------------------------- | --------- | ------ | ---- |
| Primera División de México | Club León | México | 2020 |

### Títulos internacionales
| Título                           | Equipo    | País           | Año  |
| -------------------------------- | --------- | -------------- | ---- |
| Leagues Cup                      | Club León | Estados Unidos | 2021 |
| Liga de Campeones de la Concacaf | Club León | Estados Unidos | 2023 |